# جيمي فالون
جيمس توماس «جيمي» فالون (بالإنجليزية: James Thomas "Jimmy" Fallon) مواليد (19 سبتمبر 1974) ممثل أمريكي، كوميدي، مقدم برامج، مغني، كاتب ومنتج. إشتهر بدوره في طاقم المسلسل الكوميدي «ساترداي نايت لايف»، وبرنامج الحوار المسائي الليلة بطولة جيمي فالون.
ولد فالون في باي ريج، بروكلين، نيويورك، ونشأ في ساجرتيس، نيويورك. منذ صغره أحب فالون الكوميديا والموسيقى وانتقل إلى لوس انجلوس بعمر 21 سنة ساعياً للعمل في مجال الكوميديا.
انضم فالون لطاقم مسلسل «NBC» الكوميدي ساترداي نايت لايف في عام 1998، محققاً حلم حياته. بقي فالون بالبرنامج لست سنوات من 1998 إلى 2004، شارك بتقديم فقرة أخبار نهاية الأسبوع وأشتهر في تلك الفترة. ترك فالون البرنامج ليسعى وراء التمثيل في أفلام السينما، وظهر في أفلام مثل سيارة الأجرة (2004) مع كوين لطيفة وفيلم حمى الملعب (2005) مع درو باريمور. رجع فالون إلى التلفاز مقدماً برنامجه الخاص «آخر الليل مع جيمي فالون» على قناة «NBC» في 2009, حيث أشتهر بتركيزه على الموسيقى والألعاب. انتقل بعدها إلى البرنامج الشهير «برنامج الليلة» كالمقدم السادس للبرنامج في 2014. بالإضافة إلى عملة التلفزيوني، أصدر فالون ألبومان كوميديان وثلاثة كتب.

## نشأته
و لد جيمي فالون في باي ريج، بروكلين، نيويورك، عام 1974، والدتهُ غلوريا فيلي وابوه جيمس دبليو. فالون. من اصول إيرلندية، ألمانية ونرويجية. وارتاد فالون مدرسة «ساينت ماري اوف سنو» الكاثوليكية في ساجرتيس.

## حياته الشخصية
تزوج فالون منتجة الأفلام نانسي جوفونين، التي تشترك بملكية شركة «فلورز فيلمس» للإنتاج السينمائي، في 22 ديسمبر، 2007. بعد ان التقوا في مكان تصوير فيلم «حمى الساحة» بدأ فالون بمواعدة نانسي في مايو 2007 بعد أن دعته درو باريمور لحفلة ميلاد اقامتها لنانسي. بعد بضعة أشهر تقدم فالون لنانسي وطلب يدها للزواج في وقت الغروب بخاتم من تصميم نيل لاين في أغسطس 2007. وتزوجا بعد ثلاثة أشهر. ولديهما طفلتين: ويني روز (2013)، وفرانسيس كول (2014).
تربى فالون في عائلة كاثوليكية، وكان لديه كلباً اسمه غاري فريك ظهر في برنامج «آخر الليل مع جيمي فالون». في 22 فبراير، 2011. ظهر فالون في برنامج «دكتور اوز» وقام بإزالة شامة كانت في يده اليسرى مباشرة على الهواء.

## سيرته الفنية

### سينما
| السنة | العنوان                             | الدور                       | ملاحظات                  |
| ----- | ----------------------------------- | --------------------------- | ------------------------ |
| 2000  | Almost Famous                       | دينيس هوب                   |                          |
| 2002  | The Rutles 2: Can't Buy Me Lunch    | المراسل                     |                          |
| 2003  | أي شيء اخر                          | بوب                         |                          |
| 2003  | The Scheme                          | راي                         | صور في 1998 وعرض في 2003 |
| 2004  | سيارة الاجرة                        | المحقق أندرو "أندي" واشبورن |                          |
| 2005  | حمى الملعب                          | بين رايتمان                 |                          |
| 2006  | Doogal                              | ديلان                       | (صوت)                    |
| 2006  | Arthur and the Invisibles           | الامير بيتاميك              | (صوت)                    |
| 2006  | Factory Girl                        | تشاك وين                    |                          |
| 2008  | The Year of Getting to Know Us      | كريستوفر                    |                          |
| 2009  | Whip It                             | جوني روكيت                  |                          |
| 2009  | Arthur and the Revenge of Maltazard | الامير بيتاميك              | (صوت)                    |
| 2010  | Arthur 3: The War of the Two Worlds | الامير بيتاميك              | (صوت)                    |
| 2011  | Bucky Larson: Born to Be a Star     | نفسه                        |                          |
| 2015  | كن صلبا                             | نفسه                        |                          |
| 2015  | عالم جوراسي                         | نفسه                        |                          |
| 2015  | Jem and the Holograms               | نفسه                        |                          |

### تلفاز
| السنة        | العنوان                                  | الدور               | ملاحظات                      |
| ------------ | ---------------------------------------- | ------------------- | ---------------------------- |
| 1998–2004    | ساترداي نايت لايف                        | نفسه / عدة أدوار    | 120 حلقة                     |
| 1998         | Spin City                                | المصور              |                              |
| 2001         | Band of Brothers                         | جورج سي. رايس       |                              |
| 2001         | حفل توزيع جوائز MTV للأفلام 2001         | نفسه / مقدم         |                              |
| 2002         | حفل توزيع جوائز MTV لموسيقى الفيديو 2002 | نفسه / مقدم         |                              |
| 2003         | Late Show with David Letterman           | نفسه / مقدم         |                              |
| 2005         | حفل توزيع جوائز MTV للأفلام 2005         | نفسه / مقدم         |                              |
| 2009, 2012   | 30 روك                                   | نفسه                | 2 حلقة                       |
| 2009–2014    | اخر الليل مع جيمي فالون                  | نفسه / مقدم         | 969 حلقة كاتب ومنتج منفذ     |
| 2009         | شركة الكهرباء                            | نفسه                | 8 حلقات                      |
| 2009         | شارع سمسم                                |                     | 1 حلقة                       |
| 2009         | فاميلي غاي                               | نفسه                | 1 حلقة                       |
| 2009         | فتاة النميمة                             | نفسه                | 1 حلقة                       |
| 2010         | حفل توزيع جوائز الايمي الثاني والستون    | نفسه / مقدم         | 1 حلقة                       |
| 2010         | Delocated                                | نفسه                | 1 حلقة                       |
| 2011, 2013   | ساترداي نايت لايف                        | نفسه / مقدم         | 2 حلقة                       |
| 2011         | Silent Library                           | نفسه                | 1 حلقة                       |
| 2012         | 30 روك                                   | يونغ جاك            | 1 حلقة                       |
| 2012         | iCarly                                   | نفسه                | 1 حلقة                       |
| 2012–2013    | Guys with Kids                           | —                   | 17 حلقة معد، كاتب ومنتج منفذ |
| 2014–present | برنامج الليلة بطولة جيمي فالون           | نفسه / مقدم         |                              |
| 2015         | لوي                                      | نفسه                | 1 حلقة                       |
| 2015         | The Spoils Before Dying                  | المحقق كينيث بلنتلي | 1 حلقة                       |
| 2015         | Lip Sync Battle                          | نفسه                |                              |

## وصلات خارجية
- جيمي فالون على موقع IMDb (الإنجليزية)
- جيمي فالون على موقع الموسوعة البريطانية (الإنجليزية)
- جيمي فالون على موقع روتن توميتوز (الإنجليزية)
- جيمي فالون على موقع ألو سيني (الفرنسية)
- جيمي فالون على موقع ميوزك برينز (الإنجليزية)
- جيمي فالون على موقع أول موفي (الإنجليزية)
- جيمي فالون على موقع قاعدة بيانات الأفلام السويدية (السويدية)
- جيمي فالون على موقع إن إن دي بي (الإنجليزية)
- جيمي فالون على موقع أول ميوزيك (الإنجليزية)
- جيمي فالون على موقع ديسكوغز (الإنجليزية)